# Сарсфельд, Педро
Педро Сарсфельд-и-Уотерс, граф Сарсфельд (исп. Pedro Sarsfield y Waters, conde de Sarsfield, также Саарсфельд, Saarsfield; 1779 — август 1837, Памплона) — испанский государственный деятель и военачальник, генерал-лейтенант, вице-король Наварры. Потомок якобитов — выходцев из Ирландии, переселившихся в Испанию вследствие падения Стюартов.

## Наполеоновские войны
Выдвинулся во время войны с Наполеоном, которую начал в чине капитана.
В 1811 году был главнокомандующим в Арагоне. В 1812 году сделал вылазку через французскую границу, разграбив город Фуа, что имело большое моральное значение для антинаполеоновской коалиции. Возведён вернувшимся в Испанию Фердинандом VII в генеральское достоинство (1814); министр, представляя ему кандидатуру Сарсфельда, сказал, что «он рождён быть генералом».

## Гражданская война в Испании
Служил под началом генерала Джорджа де Ласи Эванса в Каталонии, в 1819 участвовал в либеральном Кадисском заговоре Эль-Пальмара, но отказался соблюдать приказ генерала О’Доннела отступать и начал военную борьбу против повстанцев, был в 1821 году выслан из Барселоны как роялист в ходе восстания Риего (по другим данным, изгнан в 1820 году на Балеарские острова). В 1823 году перешёл на сторону французских интервентов.
После войны назначен генерал-лейтенантом королевских войск и губернатором Барселоны.

## Карлистские войны. Гибель
Генерал Сарсфельд принимал активное участие в первой карлистской войне на стороне либерального правительства Изабеллы II (кристиносов). Вёл боевые действия против баскских карлистов. По воспоминаниям А. Соммервиля, будучи в глубине души консервативных убеждений, вёл двойную политику, способствуя успехам карлистов; якобы его предательство способствовало поражению Лэси Эванса, возглавившего выступавший на стороне кристиносов Британский легион, под Эрнани. В 1834 году назначен вице-королём Наварры; вёл на этом посту переговоры с революционерами об установлении в Наварре конституционного порядка. В августе 1837 года Сарсфельд был убит в Памплоне во время новых беспорядков в Стране Басков вместе с несколькими офицерами. Он погиб от рук собственных солдат из батальона стрелков, недовольных недостатком снабжения.

## Сочинения
Сарсфельд написал ряд отчётов о своих боевых действиях: «Дон Педро Сарсфельд представляет испанской нации свидетельства своей чести» и «Историческая реляция о политическом и военном порядке, поддерживавшемся во время конституционной системы генерал-лейтенантом Сарсфельдом». За этот последний труд награждён крестом Изабеллы Католической.